# An Giang FC
El An Giang FC es un equipo de fútbol de Vietnam que juega en la V-League, la liga de fútbol más importante del país.

## Historia
Fue fundado en el año 1976 en la ciudad de Long Xuyen, en la provincia de An Giang y nunca ha sido campeones de la máxima categoría ni tampoco han logrado ganar un título de copa nacional.
A nivel internacional han participado en la Recopa de la AFC 1995-96, en la cual fueron eliminados en la primera ronda por el Sabah FA de Malasia.

## Participación en competiciones de la AFC
| Temporada | Torneo                 | Ronda | Club     | Resultado |
| --------- | ---------------------- | ----- | -------- | --------- |
| 1995–96   | Asian Cup Winners' Cup | 1     | Sabah FA | 1-0, 0-3  |